# Per quae peccat quis, per haec et torquetur
Per quae peccat quis, per haec et torquetur è una locuzione latina, che tradotta letteralmente significa «ognuno subisce la tortura per le colpe che commette». È tratta dal Libro della Sapienza (11:15-17) e più precisamente dalla traduzione della Vulgata:
| Septuaginta | Vulgata Clementina | Bibbia CEI |
| --- | --- | --- |
| 15 ἀντὶ δὲ λογισμῶν ἀσυνέτων ἀδικίας αὐτῶν, ἐν οἷς πλανηθέντες ἐθρήσκευον ἄλογα ἑρπετὰ καὶ κνώδαλα εὐτελῆ, ἐπαπέστειλας αὐτοῖς πλῆθος ἀλόγων ζῴων εἰς ἐκδίκησιν, | 16 Pro cogitationibus autem insensatis iniquitatis illorum, quod quidam errantes colebant mutos serpentes et bestias supervacuas, immisisti illis multitudinem mutorum animalium in vindictam; | 15 Per i ragionamenti insensati della loro ingiustizia, da essi ingannati, venerarono rettili senza ragione e vili bestiole. Tu inviasti loro in castigo una massa di animali senza ragione, |
| 16 ἵνα γνῶσιν ὅτι, δι᾽ ὧν τις ἁμαρτάνει, διὰ τούτων κολάζεται.                                                                                                   | 17 ut scirent quia per quæ peccat quis, per hæc et torquetur. | 16 perché capissero che con quelle stesse cose per cui uno pecca, con esse è poi castigato.                                                                                                  |

È un'espressione ripresa da vari autori medievali, tra cui lo Pseudo-Isidoro, Beda il Venerabile, Salimbene de Adam, Stefano di Borbone, Tommaso d'Aquino e Guglielmo Peraldo. Dante potrebbe essersi ispirato a questo passo quando definì il criterio del contrappasso per stabilire le pene per l'Inferno della sua Divina Commedia.